# Републикански път III-1005
Републикански път IIІ-1005 е третокласен път, част от Републиканската пътна мрежа на България, на територията на Кюстендилска област. Дължината му е 10,8 km.
Пътят се отклонява наляво при 346,1 km на Републикански път I-1 югозападно от село Слатино и се насочва на изток като се изкачва по западните склонове на Рила. След като премине през село Смочево пътят завива на юг и слиза в долината на Рилска река при град Рила, където се съединява с Републикански път III-107 при неговия 10 km.
| Пътища, отклоняващи се надясно (населено място, № на пътя, посока на пътя) | km   | Пътища, отклоняващи се наляво (посока на пътя, № на пътя, населено място) |
| -------------------------------------------------------------------------- | ---- | ------------------------------------------------------------------------- |
| Община Бобошево, I-1, 346,1 km ←                                           | 0,0  | ← 346,1 km, I-1, Община Бобошево                                          |
| Община Рила                                                                | 3,6  | Община Рила                                                               |
| с. Смочево                                                                 | 5,4  | с. Смочево                                                                |
| (от 355,5 km на I-1) III-107, 10 km гр. Рила →                             | 10,8 | → гр. Рила, 10.0 km, III-107 (до мест. „Кирилова поляна“)                 |